# Lanthanusa lamberti
Lanthanusa lamberti is een libellensoort uit de familie van de korenbouten (Libellulidae), onderorde echte libellen (Anisoptera).
De wetenschappelijke naam Lanthanusa lamberti is voor het eerst geldig gepubliceerd in 1942 door Lieftinck.